# Yên Nam
Yên Nam là một xã thuộc thị xã Duy Tiên, tỉnh Hà Nam, Việt Nam.
Xã Yên Nam có diện tích 8,12 km², dân số năm 1999 là 8.442 người, mật độ dân số đạt 1.040 người/km².